# Beyond the Forbidden Forest
Beyond the Forbidden Forest (lett. "Oltre la foresta proibita" in inglese) è un videogioco sparatutto in terza persona pubblicato nel 1986 per Commodore 64 dalla Cosmi di Wilmington (Los Angeles). In Europa fu pubblicato dalla U.S. Gold.
È il seguito di Forbidden Forest, e come nel predecessore si controlla un arciere in una foresta infestata da mostri, con scene sanguinose e un'atmosfera molto raccapricciante per un videogioco dei suoi tempi. La principale novità di questo seguito è lo spostamento tridimensionale dell'arciere.
La serie riapparve ufficialmente nel 2003 con un nuovo Forbidden Forest in 3D per Windows.

## Modalità di gioco
Il gioco si svolge nella foresta proibita, mostrata con visuale pseudo-3D.
L'arciere del giocatore può correre in tutte le direzioni, con gli alberi come ostacoli. Quando si sposta a destra e sinistra si ha lo scorrimento orizzontale dello scenario con effetto di parallasse; quando si sposta dentro e fuori dallo schermo la sua figura si allontana rimpicciolendosi o si avvicina ingrandendosi, come avviene anche ai nemici.
L'arciere è armato di frecce illimitate che può tirare in tutte le direzioni e con elevazione rispetto al suolo regolabile. L'elevazione attuale è indicata da due strisce orizzontali ai due lati dello schermo, che cambiano altezza. Le strisce sono disegnate, usando particolari tecniche di programmazione, fuori dall'area che normalmente contiene la grafica, nella cornice che di solito sarebbe in tinta unita.
Uno alla volta, nella foresta compaiono dei mostri che devono essere uccisi a colpi di frecce prima che riescano a raggiungere l'arciere e divorarlo. I mostri sono di quattro tipi che si ripetono ciclicamente: scorpione gigante, verme che sbuca improvvisamente dal sottosuolo con le fauci aperte, insetto volante gigante succhiasangue, e una creatura saltante chiamata Megatherium (più simile a un lucertolone che a un vero megatherium).
Le frecce andate a segno producono abbondanti schizzi di sangue e le scene di uccisione dell'arciere sono altrettanto sanguinose e cruente; l'insetto prosciuga l'uomo svuotandolo come un sacchetto.
Per ogni mostro che si riesce a uccidere, una sfera luminosa scende dal cielo e dona all'arciere una freccia d'oro. Le frecce d'oro accumulate si possono visualizzare premendo un tasto. Quando l'arciere viene ucciso può resuscitare perdendo metà delle frecce d'oro.
Man mano che si uccidono mostri, cambiano i colori della scena, a rappresentare il graduale passaggio dal giorno alla notte, e la sera cominciano anche lampi e tuoni.
Il sistema di scene 3D e di scorrere del tempo venne pubblicizzato come OmniDimension 4D.
Quando si hanno almeno quattro frecce d'oro è possibile scegliere di passare alla seconda parte, che si svolge in una caverna. Prima si affronta uno stormo di pipistrelli ed è necessario colpire quello fosforescente. Poi ci sono due combattimenti a schermo fisso contro due enormi mostri finali: un'idra a quattro teste che sputano fuoco e infine il Demogorgon, formato da parti di diverse bestie, che dev'essere colpito al cuore.
Nella seconda parte si consuma una freccia d'oro ogni volta che si tira e si perdono due frecce ogni volta che si viene colpiti. Si può contare solo sulle frecce d'oro accumulate nella prima parte (che vengono raddoppiate appena si inizia la seconda), e se le si esauriscono si viene sconfitti.

## Accoglienza
Beyond the Forbidden Forest ottenne giudizi della critica mediamente buoni anche se molto variabili. La rivista Zzap! (traduzione in questo caso della Zzap!64 inglese) fu particolarmente entusiasta: assegnò un voto complessivo del 91% e lodò molto l'atmosfera tenebrosa del gioco, anche grazie alla musica (voto al sonoro 97%). Dedicò a Beyond the Forbidden Forest anche la copertina del numero, con un disegno ispirato alla scena dell'arciere ingoiato dal verme gigante.
Altri giudizi molto buoni su tutti i fronti vennero da Your Commodore 26 e Your Computer 10. Positive, ma più moderate, le riviste Tilt 38, Commodore User 36 e Computer Gamer 19.
Invece Aktueller Software Markt 6 fu nel complesso poco soddisfatta, mentre il giudizio di Computer and Video Games 60 fu fortemente negativo da tutti i punti di vista.